# Apios
Apios este un gen de plante din familia  Fabaceae.

## Specii
Cuprinde 5 specii.